# Allaine
L'Allaine (en alemany antigament Hall) és un riu que neix al municipi de Charmoille a Suïssa on travessa el districte de Porrentruy situat al nord del cantó del Jura, així com el territori de Belfort i el departament del Doubs, a França. A França, s'uneix al riu la Bourbeuse i d'ençà es diu Allan. El nom es probablement d'origen cèltic i significaria rierol. D'una llargada de 41 km, de les quals els primers 30 quilòmetres corren en territori suís.